# Stadio do Fontelo
Lo stadio do Fontelo (in portoghese Estádio do Fontelo, pronuncia: (ɨ)ˈʃtaðju ðu fõtˈɛlu) è uno stadio di Viseu, in Portogallo. È stato completato e aperto al pubblico nel dicembre 1928.
È utilizzato principalmente per le partite di calcio: ospita le partite casalinghe dell'Académico de Viseu, e ha ospitato quattro partite del campionato europeo Under-17 del 2003 (tra cui la finale) e tre partite della Nazionale maggiore.